# Ekaterina Gordeeva
Ekaterina Aleksandrovna Gordeeva (in russo Екатерина Александровна Гордеева?; Mosca, 28 maggio 1971) è un'ex pattinatrice artistica su ghiaccio sovietica, dal 1991 russa, specializzata nel pattinaggio artistico su ghiaccio a coppie.

## Palmarès
Coppie con Sergej Grin'kov
| Internazionali                      | Internazionali | Internazionali | Internazionali | Internazionali | Internazionali | Internazionali | Internazionali | Internazionali | Internazionali | Internazionali | Internazionali |
| Evento                              | 1983–84        | 1984–85        | 1985–86        | 1986–87        | 1987–88        | 1988–89        | 1989–90        | 1990–91        | 1991–92        | 1992–93        | 1993–94        |
| ----------------------------------- | -------------- | -------------- | -------------- | -------------- | -------------- | -------------- | -------------- | -------------- | -------------- | -------------- | -------------- |
| Giochi olimpici invernali           |                |                |                |                | 1°             |                |                |                |                |                | 1°             |
| Campionati mondiali                 |                |                | 1°             | 1°             | 2°             | 1°             | 1°             |                |                |                |                |
| Campionati europei                  |                |                | 2°             | R              | 1°             |                | 1°             |                |                |                | 1°             |
| Goodwill Games                      |                |                |                |                |                |                | 1°             |                |                |                |                |
| Prize of Moscow News\|Moscow News   |                |                | 4°             |                | 1°             |                |                |                |                |                |                |
| NHK Trophy                          |                |                |                |                |                |                | 1°             |                |                |                |                |
| Skate Canada                        |                |                | 1°             | 2°             |                |                |                |                |                |                | 1°             |
| Internazionali: Junior              |                |                |                |                |                |                |                |                |                |                |                |
| Campionati mondiali                 | 5°             | 1°             |                |                |                |                |                |                |                |                |                |
| Nazionali                           |                |                |                |                |                |                |                |                |                |                |                |
| Campionati russi                    |                |                |                |                |                |                |                |                |                |                | 1°             |
| Campionati sovietici                |                | 6°             | 2°             | 1°             |                |                |                |                |                |                |                |
| Altre competizioni                  |                |                |                |                |                |                |                |                |                |                |                |
| Campionati del mondo professionisti |                |                |                |                |                |                | 2°             | 1°             | 1°             |                | 1°             |
| R = Ritirati                        |                |                |                |                |                |                |                |                |                |                |                |